# Jaden Smith
Jaden Christopher Syre Smith (Malibu, 8 juli 1998) is een Amerikaanse acteur en rapper. Hij is de zoon van actrice-zangeres Jada Pinkett Smith en acteur-rapper Will Smith. Hij is de broer van Willow Smith en Trey Smith.

## Film en televisie
Hij maakte zijn filmdebuut in de film The Pursuit of Happyness waar hij de zoon speelt van het door zijn vader gespeelde personage Chris Gardner. Met deze rol won Smith de prijs voor beste nieuwkomer op de MTV Movie Awards van 2007. Op de 79ste Oscaruitreiking (feb 2007) presenteerde Smith de prijzen voor beste korte animatiefilm en beste korte film samen met de genomineerde acteur Abigail Breslin. Smith verscheen daarna in The Day the Earth Stood Still in de rol van Jacob Benson. Ook speelde hij in de serie The Suite Life of Zack & Cody.
In 2010 speelde hij de rol van Dre Parker in de film The Karate Kid met Jackie Chan. In 2011 was hij te zien in de film Never Say Never van Justin Bieber. In 2013 was hij te zien in After Earth samen met zijn vader.
In 2016-2017 speelde hij de rol van Marcus "dizzee" Kipling in de Netflix Original-serie The Get Down.
In 2018 maakte hij als Devon deel uit van de cast van Skate kitchen.

## Muziek
Jaden startte zijn eigen kledingmerk MSFTSrep op samen met zijn vrienden. Hij voegde aan dit bedrijf ook zijn eigen recordlabel MSFTSmusic toe.
In 2010 werkte Smith mee aan de single Never Say Never van Justin Bieber, naar de gelijknamige film. Op 1 oktober 2012 bracht hij zijn eigen mixtape The Cool Cafe uit. In 2017 werd Smiths eerste album genaamd SYRE uitgebracht, het album kreeg positieve recensies.

## Andere activiteiten
Jaden Smith is tevens een medeoprichter van Just water, een bronwaterbedrijf waarbij duurzaamheid voorop staat.

## Discografie

### Albums
| Album met eventuele hitnotering(en) in de Nederlandse Album Top 100 | Datum van verschijnen | Datum van binnenkomst | Hoogste positie | Aantal weken | Opmerkingen |
| ------------------------------------------------------------------- | --------------------- | --------------------- | --------------- | ------------ | ----------- |
| Syre                                                                | 17-11-2017            | -                     | 63              |              |             |
| Erys                                                                | 5-7-2019              | 13-07-2019            | 38              |              |             |

### Singles
| Single met eventuele hitnotering(en) in de Nederlandse Top 40 | Datum van verschijnen | Datum van binnenkomst | Hoogste positie | Aantal weken | Opmerkingen                                  |
| ------------------------------------------------------------- | --------------------- | --------------------- | --------------- | ------------ | -------------------------------------------- |
| Never say never                                               | 06-2010               | 25-01-2011            |                 |              | met Justin Bieber / #70 in de Single Top 100 |

| Single met hitnotering(en) in de Vlaamse Ultratop 50 | Datum van verschijnen | Datum van binnenkomst | Hoogste positie | Aantal weken | Opmerkingen       |
| ---------------------------------------------------- | --------------------- | --------------------- | --------------- | ------------ | ----------------- |
| Never say never                                      | 06-2010               | 09-04-2011            | 26              | 3            | met Justin Bieber |